# Sidi Moussa (Algeria)
Sidi Moussa è un comune dell'Algeria, situato nella provincia di Algeri.